# Coupe des Alpes 1970
Navigation
Édition précédente Édition suivante
La Coupe des Alpes 1970 est la 10e édition de la Coupe des Alpes.
Cette édition voit s'affronter des clubs italiens et suisses. Les clubs italiens et les clubs suisses sont répartis dans deux poules distinctes. Chaque équipe affronte les quatre clubs de l'autre nation. Le meilleur club suisse et le meilleur club italien s'affrontent en finale. Le tournoi est remporté par le FC Bâle qui dispose en finale de la Fiorentina. 

## Participants
| Équipes suisses  | Équipes italiennes |
| ---------------- | ------------------ |
| FC Bâle          | Bari               |
| FC Lugano        | Lazio              |
| Young Boys Berne | Fiorentina         |
| FC Zurich        | Sampdoria          |

## Phase de poule

### Résultats

#### Première journée
| Équipe           | Score | Équipe     |
| ---------------- | ----- | ---------- |
| FC Bâle          | 4-1   | Bari       |
| FC Lugano        | 3-3   | Lazio      |
| Young Boys Berne | 1-1   | Fiorentina |
| Sampdoria        | 3-2   | FC Zurich  |

#### Seconde journée
| Équipe     | Score | Équipe           |
| ---------- | ----- | ---------------- |
| Lazio      | 2-0   | Young Boys Berne |
| FC Bâle    | 2-1   | Sampdoria        |
| FC Zurich  | 6-2   | Bari             |
| Fiorentina | 4-1   | FC Lugano        |

#### Troisième journée
| Équipe    | Score | Équipe           |
| --------- | ----- | ---------------- |
| FC Bâle   | 3-3   | Fiorentina       |
| Bari      | 2-1   | Young Boys Berne |
| FC Lugano | 1-1   | Sampdoria        |
| Lazio     | 3-0   | FC Zurich        |

#### Quatrième journée
| Équipe           | Score | Équipe    |
| ---------------- | ----- | --------- |
| FC Lugano        | 2-0   | Bari      |
| Young Boys Berne | 4-0   | Sampdoria |
| FC Bâle          | 3-2   | Lazio     |
| Fiorentina       | 2-1   | FC Zurich |

### Classement poule Italienne
|    | Équipe     | Pt | G | V | N | P | BP | BC |
| -- | ---------- | -- | - | - | - | - | -- | -- |
| 1. | Fiorentina | 6  | 4 | 2 | 2 | 0 | 10 | 6  |
| 2. | Lazio      | 5  | 4 | 2 | 1 | 1 | 10 | 6  |
| 3. | Sampdoria  | 3  | 4 | 1 | 1 | 2 | 5  | 9  |
| 4. | Bari       | 2  | 4 | 1 | 0 | 3 | 5  | 13 |

### Classement poule Suisse
|    | Équipe           | Pt | G | V | N | P | BP | BC |
| -- | ---------------- | -- | - | - | - | - | -- | -- |
| 1. | FC Bâle          | 7  | 4 | 3 | 1 | 0 | 17 | 7  |
| 2. | FC Lugano        | 4  | 4 | 1 | 2 | 1 | 7  | 8  |
| 3. | Young Boys Berne | 3  | 4 | 1 | 1 | 2 | 6  | 5  |
| 4. | FC Zurich        | 2  | 4 | 1 | 0 | 3 | 9  | 10 |

## Finale
| 19 juin 1970 | FC Bâle                                   | 3 - 2 | Fiorentina                 | Stade Saint-Jacques, Bâle |                      |
|              | Hauser (de) 15e · Wenger 19e · Wenger 76e |       | 30e Longoni · 77e Esposito | Spectateurs : 13 000      | Spectateurs : 13 000 |